# Flottemanville-Hague
Ne doit pas être confondu avec Flottemanville.
Flottemanville-Hague est une ancienne commune française du département de la Manche et la région Normandie, peuplée de 986 habitants.
Depuis le 1er janvier 2017, elle fait partie de la nouvelle commune de La Hague et a le statut de commune déléguée.

## Géographie
Un des points géodésiques du réseau géodésique français se trouve dans la commune. Il constitue même l'un des vingt-trois points du Réseau de référence français.
Le point culminant est la Lande du Pivot.

## Toponymie
Flottemanville-Hague est attestée dans la phrase latine villam que noncupatur Flotomannum en 1051 - 1066 (nuncupatur signifie « qui est appelée »).
Il s'agit d'une formation toponymique en -ville, appellatif toponymique ayant le sens ancien de « domaine rural ».
Le premier élément est un nom de personne comme c'est généralement le cas dans les composés en -ville.
Certains auteurs ont identifié l'anthroponyme anglo-danois Floteman qui signifierait « viking » en vieil anglais, ainsi qu'on le retrouve dans Flotemanby, Yorkshire. Cependant, le vieil anglais est plutôt flot-mån(n) « marin, pirate » et -by est un élément toponymique scandinave. Par conséquent, on peut y voir l'ancien scandinave flottamaðr (accusatif flottamann) « fugitif ». Ce nom de personne se retrouve par exemple dans le texte Tveggia postola saga petrs ok pals rédigé en vieil islandais : « Eigi em ek flottamaðr, helldr hraustr riddari mins konungs. Ef ec vissa eigi vist, at ek skyllda fyrir 4° þenna dauða koma til lifs oc dyrðar, þa munda… ».
Le déterminant fait référence à la presqu'île de la Hague où se situe la commune, mais plus précisément au doyenné de la Hague auquel appartenait l'ancienne paroisse.
Le gentilé est Flottemanvillais.

## Histoire
La commune a eu pour patron et seigneur, Philippe du Moncel († 1595), ecclésiastique, prieur de Céaux. Il fut le précepteur des pages des rois de France Henri II, François II, Charles IX, Henri III et Henri IV.
La famille Heuzey a tenu longtemps[Quand ?] le fief de Flottemanville.
La commune est libérée le 20 juin 1944 par le 39e Régiment d'infanterie.

## Politique et administration

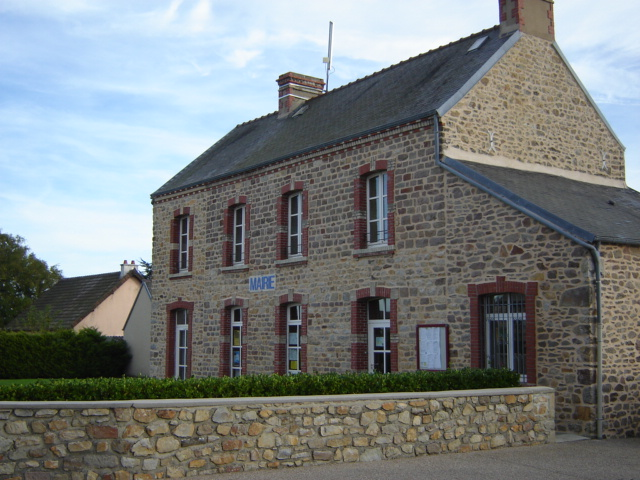
La mairie annexe.

### Liste des maires
| Période                                  | Période       | Identité                 | Étiquette | Qualité       |
| ---------------------------------------- | ------------- | ------------------------ | --------- | ------------- |
| Les données manquantes sont à compléter. |               |                          |           |               |
| 1870                                     | 1888          | Jean-François Le Nepveu  |           |               |
| 1888                                     | 1907          | Henri Dumoncel           |           |               |
| 1907                                     | 1912          | Jean-Baptiste Desquesnes |           |               |
| 1912                                     | 1930          | Jacques Dumoncel         |           |               |
| 1930                                     | 1935          | Frédéric Pain            |           |               |
| 1935                                     | 1956          | Jean Leverdier père      |           | Éleveur       |
| 1956                                     | mars 1989     | Jean Leverdier fils      |           | Cultivateur   |
| mars 1989                                | mars 2001     | Jean-Pierre Dupont       |           | Enseignant    |
| mars 2001                                | mars 2008     | Christiane Desquesnes    |           | Retraité      |
| mars 2008                                | décembre 2016 | Patrick Lerendu          |           | Électronicien |

### Liste des maires délégués
| Période      | Période  | Identité        | Étiquette | Qualité                                      |
| ------------ | -------- | --------------- | --------- | -------------------------------------------- |
| janvier 2017 | En cours | Patrick Lerendu |           | Électronicien Réélu pour le mandat 2020-2026 |

## Population et société

### Démographie
L'évolution du nombre d'habitants est connue à travers les recensements de la population effectués dans la commune depuis 1793. À partir du 1er janvier 2009, les populations légales des communes sont publiées annuellement dans le cadre d'un recensement qui repose désormais sur une collecte d'information annuelle, concernant successivement tous les territoires communaux au cours d'une période de cinq ans. 
Pour les communes de moins de 10 000 habitants, une enquête de recensement portant sur toute la population est réalisée tous les cinq ans, les populations légales des années intermédiaires étant quant à elles estimées par interpolation ou extrapolation. Pour la commune, le premier recensement exhaustif entrant dans le cadre du nouveau dispositif a été réalisé en 2007,.
En 2021, la commune comptait 986 habitants, en évolution de +5,57 % par rapport à 2015 (Manche : +0,44 %, France hors Mayotte : +2,49 %).
| 1793 | 1800 | 1806 | 1821 | 1831 | 1836 | 1841 | 1846 | 1851 |
| ---- | ---- | ---- | ---- | ---- | ---- | ---- | ---- | ---- |
| 468  | 524  | 615  | 677  | 626  | 660  | 658  | 602  | 590  |

| 1856 | 1861 | 1866 | 1872 | 1876 | 1881 | 1886 | 1891 | 1896 |
| ---- | ---- | ---- | ---- | ---- | ---- | ---- | ---- | ---- |
| 554  | 528  | 520  | 466  | 460  | 435  | 425  | 402  | 373  |

| 1901 | 1906 | 1911 | 1921 | 1926 | 1931 | 1936 | 1946 | 1954 |
| ---- | ---- | ---- | ---- | ---- | ---- | ---- | ---- | ---- |
| 422  | 385  | 406  | 344  | 364  | 368  | 363  | 373  | 409  |

| 1962 | 1968 | 1975 | 1982 | 1990 | 1999 | 2006 | 2011 | 2016 |
| ---- | ---- | ---- | ---- | ---- | ---- | ---- | ---- | ---- |
| 349  | 340  | 340  | 415  | 631  | 731  | 850  | 885  | 970  |

| 2019 | - | - | - | - | - | - | - | - |
| ---- | - | - | - | - | - | - | - | - |
| 994  | - | - | - | - | - | - | - | - |

## Économie
L'économie de la commune reste encore très agricole.

## Culture locale et patrimoine

### Lieux et monuments
- Croix du calvaire d'Herville (XVIIIe siècle) en calcaire, représentant dix-huit scènes des Saintes Écritures gravées au couteau au XIXe siècle.
- Croix du Saussay (XVIIIe siècle).
- Église Saint Pierre (XVIe siècle), construite à l'emplacement d'un sanctuaire du XIIIe siècle, aujourd'hui rattachée à la nouvelle paroisse Bienheureux Thomas Hélye de la Hague du doyenné de Cherbourg-Hague[15]. Elle abrite des fonts baptismaux (XVIIIe siècle), une statue de saint Sébastien (XVIe siècle) et une plaque du XVIIe siècle du seigneur Philippe du Moncel.
- Ancien presbytère (XVIIIe siècle).
- Lavoir.
- Château Bel-Air (XVIIIe siècle).
- Manoir d'Herville.
- Vestiges de rampes de lancement V1.